# 科勒冰川
74°55′S 113°45′W / 74.917°S 113.750°W
科勒冰川（英語：Kohler Glacier）是南極洲的冰川，位於馬里伯地，屬於史密斯冰川的支流，向北流經科勒嶺，最終注入多特森冰架，該冰川的名稱與科勒嶺有關連。